# Roald Bergmann
Roald Benjamin Bergmann (født 1982) er en bornholmsk journalist, tv-udvikler, iværksætter, forfatter og podcastvært.

## Tv-udvikling
I sit virke som udviklingschef i tv-branchen hos Laud People, Pineapple Entertainment, Pipeline Production og udviklingsredaktør hos Nordisk Film Tv har Roald Bergmann stået bag tv-programmer som "Sidney" (TV 2), "Mormor på mandejagt" (DR1), "ZULU Awards 2019", "Herlufsholm for livet" (TV 2), "Ranes museum" (DR2) m.fl.
Roald Bergmann er forfatter til tv-fagbogen "Tv-udvikling" (Ajour, 2021), har vundet 3 tv-priser, 1 Zulu Award og sidder i juryen til Copenhagen Tv-festival. I alt har Roald Bergmann fundet på, udviklet og solgt over 30 tv-serier til danske tv-kanaler indenfor genrer som fakta, underholdning, quiz, fiktion, dokumentar m.m. 
Sammen med Malene Kirk og Steven Changtrakul ejer Roald Bergmann medieskolen North Creative Academy som blev stiftet i 2022, og hvor der undervises i blandt andet tv-udvikling, kreativ udvikling m.m. 

## Tv-produktioner

### 2024
- Vilde Eventyr (DR, 2024, Pipeline Production) (udviklingschef)

### 2023
- Anker (TV 2, 2023, Pipeline Production) (udviklingschef)
- Sidney (TV 2, 2023, Pipeline Production) (udviklingschef)
- Cici & Deedee (TV 2 ZULU, 2022, Pipeline Production) (udviklingschef)

### 2022
- 518 Piger (TV 2, 2022, Pipeline Production) (udviklingschef)
- Dommersvin (DR, 2022, Pipeline Production) (udviklingschef)

### 2021
- Hvis du læser dette er jeg død (DR2+, 2021, Pineapple Entertainment) (udviklingschef)

### 2020
- Umage (TV 2 ZULU, 2020, Pineapple Entertainment) (udviklingschef)
- 2020 - året der ikke gik (DR2+, 2020, Pipeline Production) (udviklingschef)
- Wellington special (DR2, 2020, Pineapple Entertainment) (udviklingschef)
- Alle hader feminister (DR2+, 2020, Pineapple Entertainment) (udviklingschef)
- Sektlederens hemmeligheder (DR2+, 2020, Pineapple Entertainment) (udviklingschef)
- Daniels drive by (TV 2 Lorry, 2020, Pineapple Entertainment) (udviklingschef)

### 2019
- Mormor på mandejagt (DR1, 2019, Pineapple Entertainment) (udviklingschef)
- ZULU Awards 2019 (TV 2 ZULU, 2019, Pineapple Entertainment) (udviklingschef)
- Vrede piger (DR3, 2019, Pineapple Entertainment) (udviklingschef)
- Date min værste side (DR3, 2019, Pineapple Entertainment) (udviklingschef)
- Gamle mænd i nye forklæder (DR1, 2019, Pineapple Entertainment) (udviklingschef)
- Dans i blodet (TV 2 Play, 2019, Pineapple Entertainment) (udviklingschef)
- Makværk eller mesterværk (DRK, 2019, Pineapple Entertainment) (udviklingschef)

### 2018
- Ranes museum (DR2, 2018, Nordisk Film Tv) (udvikler)
- Roomies (TV 2 ZULU, 2018, Nordisk Film Tv) (udvikler)
- Tiger & morfar (TV 2 ZULU, 2018, Pineapple Entertainment) (udviklingschef)
- Jøde! (DR2, 2018, Pineapple Entertainment) (udviklingschef)
- Kørelærerne (TV 2 ZULU, 2018, Pineapple Entertainment) (udviklingschef)
- Herlufsholm for livet (TV 2, 2018, Nordisk Film Tv) (udvikler)
- Kunsten at blive snydt (DR1, 2018, Nordisk Film Tv) (udvikler)

### 2017
- Hemmeligheder fra Nuuk (DR3, 2017, Nordisk Film Tv) (udvikler)
- Danske katastrofer (DRK, 2017, Nordisk Film Tv) (udvikler)

### 2016
- Christiania uden filter (DR3, 2016, Nordisk Film Tv) (udvikler)

### 2014
- Menneskeforsøg (DR3, 2014, Nordisk Film Tv) (udvikler, redaktionschef)

## Journalistik
Som journalist (Danmarks Medie- og journalisthøjskole) for TV 2 var Roald Bergmann reporter i USA under det amerikanske præsidentvalg i 2012 og har været tv-reporter for "Go'morgen Danmark", TV 2 ZULU, Roskilde Festival m.m. Som freelance journalist har han skrevet for blandt andet VICE, Kristeligt Dagblad, Politiken, Information og Berlingske Tidende.
Roald Bergmanns karriere i tv-branchen begyndte som praktikant på Nordisk Film Tv, hvor han var tilrettelægger og reporter på "Go'morgen Danmark" og "Go'aften Danmark" og efterfølgende tilrettelægger og redaktionschef på en række tv-produktioner inklusiv "Menneskeforsøg" til DR3, som han fandt på og udviklede sammen med Jasper Ritz og Daniel Hoff.

## Kjøllergaard
Sammen med sin kone Miriam Bergmann købte Roald i 2021 det nedlagte svine landbrug Kjøllergaard i Østermarie på Bornholm med henblik på at forvandle de 12 lader og stalde til en kulturgård. Roald og Miriam bor selv fast på gården med deres tre børn og stiller de øvrige bygninger til rådighed for foreninger og iværksættere indenfor kultur. Blandt andet har basketball-foreningen Goth Monkeys (som Roald har stiftet sammen med bl.a. Anders Morgenthaler) en lokal afdeling på Bornholm. Derudover bor musikforeningen Østersø Sonics på Kjøllergaard og driver spillestedet Balladen og afholder Kjøllergaards årlige kulturfestival ØSTPAA festival , som startede i 2022. Kjøllergaard består, udover Balladen, af caféen Fristalden, Storladen, Grisbas bar, Gyllebar og 2 hektar fredskov, haver og to gylletanke.
Statsminister Mette Frederiksen indviede officielt Kjøllergaard i sommeren 2022 under en privat ceremoni.

## Kunstner & iværksætter
Kunstnernavnet Benjamin Noir er Roald Bergmanns pseudonym. Bag dette navn har Roald lavet street art som fx Danmarks største tegning "Vrimmel"  på Østerbro, kæmpe-collagen "Nordhavn Noir" og installationsværket "Labyrinth of light" til Copenhagen Light Festival samt en større mængde illustrationer, grafiske tryk og plakater.
Især i sine yngre år var Roald en driftig og ofte fejlslagen entreprenør og iværksætter. Han startede en fuldautomatisk døgnkiosk, reklamebureauet Tellymo, musikfestivalen CRASH!, kunstgalleriet Plök, webshoppen SendEnLort.dk, ungdomsavisen KLEE, et politisk ungdomsparti samt en lang række klubber og foreninger.

## Forfatter
Roald Bergmann har skrevet blandt andet bøgerne "Arkitekturdigte" (Muusmanns Forlag, 2019), "Grow up!" (Turbine, 2016) og rejsebogserien "44 Fantastiske Steder for Børn". Roald ejer mikroforlaget Bazooka som udgiver nichebøger, børnebøger og fagbøger. Bazooka producerer også videoproduktion for Undervisningsministeriet, Danmarks Underholdningsorkester, Roskilde Festival m.fl. Bazooka har arrangeret events som Store Tegnedag og driver undervisningsportalen Kosmos samt Bazooka Legatet. Som forfatter er Roald mest kendt for hans biografi "Fader hvor?" (Peoples', 2019) om hans tid som sektleder i Pinsekirken i Rønne i 1990'erne - en tid der også er skildret i DR-dokumentarserien om Roald Bergmann "Sektlederens Hemmeligheder" (2020) på DR2+. 

## Privat
Han er gift med Miriam og har børnene Nemo, Vega og Ivan. De bor i Østermarie på Bornholm. 

## Pinsekirken
Både bogen "Fader hvor?" og DR dokumentarserien "Sektlederens Hemmeligheder" beskriver Roalds barndom på Bornholm med mobning, druk og vold. Roald søger senere ekstrem kristendom i rollen som ungdomspræst med påståede korsvandringer, dæmonuddrivelser, tungetale, helbredelser og social kontrol. Roald forlod i 2014 modvilligt Pinsekirken, fordi han i strid med kirkens værdier flyttede sammen med sin kæreste Miriam, som han i dag er gift med. Roald Bergmann er barnebarn af den norske kendisprædikant, musiker og stifter af Maran Ata-bevægelsen Åge Samuelsen.
Roald Bergmann er efter sin tid som kristen ungdomspræst i Pinsekirken Rønne blevet ikke-troende og har rettet kritik af, hvad han mener er, risikoen for blandt andet social kontrol af børn og unge i det kristne frikirkemiljø. Som debattør har Roald også i offentligheden kritiseret Disney-koncernen for deres, i hans optik, manglende repræsentation af køn, seksualitet, livsstil og skønhedsnormer i Disneys film og tegnefilm. Dette på trods af, at Roald er stifter af og formand for foreningen "De Danske Disney-entusiaster", der blandt andet driver det uofficielle Disney-fan forum Disney Online

## Musik
Roald Bergmann har skrevet og instrueret musikvideoerne "Stank" og "Hest!" med rapperen Carl Knast og blev selv i 1996 nr. 2 til østfinalen i DM i Dansk Rap med rapgruppen Yclept. Siden da har hans musikalske aftryk begrænset sig til spoken word-singlerne "Elefantporten" (feat. RebekkaMaria) og "Tunger af ild" (begge produceret af Esben 'Es' Thornhal). 

## Udvalgte firmaer og foreninger[12][23]
- Roald Tegner (1998-2000): privatsalg af illustrationer (lukket)
- KLEE (1999-2003): kristent ungdomsmagasin (lukket)
- CRASH! festival (1999-2004): musik- og sportsfestival (lukket)
- BØFF (2000-2002): Bornholms film forening (lukket)
- Plök Galleriet (2002-2005): kunstgalleri (lukket)
- Great balls of fire (2002-2005): petanque-klub (lukket)
- Velcro Design (2003-2004): logodesign (lukket)
- Ung Front (2003-2005): politisk ungdomsbevægelse (lukket)
- Bergmanns Rønne (2004-2005): fuldautomatisk døgnkiosk (lukket)
- Send En Lort (2005): afføringswebshop (lukket)
- Bolchemanden (2005-2012): engros salg af bolcher (lukket)
- Bergmanns Reklame (2006-2008): annoncering på pizzaæsker (lukket)
- Roalds Shit (2011-2015) freelance journalistik (lukket)
- Latterprinsen (2012-2014): falsk lattercoaching (lukket)
- Tellymo (2014-2017) videoproduktionsselskab (lukket)
- Bergmann, Thorsen & Kofod (2014-2019): holdingselskab (lukket)
- De Danske Disney-entusiaster (2006 - nu): fanforum for Disney-fans (aktivt)
- Bazooka Legatet (2020 - nu): legat for kreative sjæle (aktivt)
- Kosmos (2018 - nu): undervisningsportal (aktivt)
- Benjamin Noir (2016 - nu): kunst & illustrationer (aktivt)
- Bazooka (2016 - nu): produktionsselskab & forlag (aktivt)
- Kjøllergaard[24] (2021 - nu): kunstnerisk retreat/hub på Bornholm (aktivt)
- Goth Monkeys (2021 - nu): basketball-klub (aktivt)
- North Creative Academy (2022 - nu): kursus-firma (aktivt)